# Comté de Victoria (Texas)
Pour les articles homonymes, voir Comté de Victoria.
Le comté de Victoria, en anglais : Victoria County, est un comté situé au sud-est de l'État du Texas aux États-Unis. Fondé le 17 mars 1836, son siège de comté est la ville de Victoria. Selon le recensement des États-Unis de 2020, sa population est de 91 319 habitants. Le comté a une superficie de 2 302 km2, dont 2 284,7 km2 en surfaces terrestres. Le comté est baptisé à la mémoire de Guadalupe Victoria, président du Mexique.

## Organisation du comté
En 1828, Victoria est créée en tant que municipalité du Mexique. Le  17 mars 1836, elle devient un comté de la république du Texas. Le 29 décembre 1845, après plusieurs réorganisations foncières, le comté est intégré à L’État du Texas, nouvellement créé.
Il est baptisé en l'honneur du docteur Felix Victoria, connu en tant que Guadalupe Victoria, premier président du Mexique.

## Géographie
Le comté de Victoria est situé dans les plaines côtières du Texas (en), au sud-est de l'État du Texas, aux États-Unis,. 
Il a une superficie totale de 2 302 km2, composée de 2 284,7 km2 de terres et de 17,3 km2 de zones aquatiques.

## Comtés adjacents
| Comté de DeWitt | Comté de Lavaca   | Comté de Jackson |
|                 | comté de Victoria |                  |
| Comté de Goliad | Comté de Refugio  | Comté de Calhoun |

## Démographie

Pyramide des âges du comté de Victoria (2000).

Lors du recensement de 2010, le comté comptait une population de 86 793 habitants. Elle est estimée, en 2017, à 92 084 habitants,.